# イ調のセレナーデ
『イ調のセレナーデ』（イちょうのセレナーデ、仏: Sérénade en la）は、イーゴリ・ストラヴィンスキーが1925年に作曲した4楽章からなるピアノ曲。
ストラヴィンスキーは1920年代からピアニストとしても活躍した。この曲は『ピアノソナタ』（1924年）についで作曲されたピアノ独奏曲である。

## 曲名
「セレナーデ」という題について、18世紀に祝祭のために貴族の注文で作られていたナハトムジークを模倣したものと自伝では説明しているが、ホワイトはこの説明が実際の音楽の性質に一致しないとして、単に4つの楽章からなる組曲と考えた方がよいとする。
日本語では「イ調」と呼ばれることが多いが、ストラヴィンスキーによれば「en la」（英語では「in A」）とは調性を表したものではなく、イ音を軸にして曲が作られていることを意味する。実際にすべての楽章のはじめと終わりにイ音が使われ、イ音を含む和音が多く使われている。

## 作曲の経緯
1925年はじめ、初めて渡米したストラヴィンスキーは自作をグラモフォン・レコードに収録することになったが、収録時間の短い当時のレコードに収めるためには工夫が必要だった。
このため、『イ調のセレナーデ』は最初から10インチのSPレコード片面にぴったり収まるように作曲され、各曲の演奏時間が3分になっている。
作曲はニースで1925年4月にはじめられ、最終楽章が最初に書かれた。同年秋に完成し、夫人に献呈された。

## 構成
4楽章から構成される。演奏時間は約12分。常動曲風の舞曲であるロンドレッド以外はゆっくりとした叙情的な音楽である。
1. 賛歌（Hymne）
2. ロマンツァ（Romanza）
3. ロンドレット（Rondoletto）
4. カデンツァ（Cadenza Finala[6]）

## 他の作品の影響
アルフレード・カゼッラによると、第1楽章（賛歌）の冒頭の旋律はおそらくショパンの『バラード第2番』作品38に由来する。M・A・カーによればこの楽章の別の箇所にも同じ曲の影響が見られる。
同じくカーによると、第2楽章（ロマンツァ）のモデルはやはりショパンの『ピアノ協奏曲第1番』第2楽章ロマンツェであり、第3楽章（ロンドレット）のモデルはモーリス・ラヴェル『クープランの墓』のメヌエットであるという。
第4楽章（カデンツァ）は、草稿によればストラヴィンスキーのピアノのコーチであったイシドール・フィリップによる指の練習のための教本を元にしている。
ストラヴィンスキーは既存の曲を露骨に引用することがしばしばあるが、『イ調のセレナーデ』の場合は元にした曲とは全く違った音楽になっている。
一方、『イ調のセレナーデ』はフランシス・プーランクに強い影響を与え、その『グローリア』(1959)の出だしは第1楽章（賛歌）冒頭のオマージュになっている。